# Brintbil
En brintbil er en bil, som bruger brint som brændstof. Bilen drives af en elektrisk motor, der får sin strøm fra en brændselscelle i stedet for et batteri. Derved skal bilen ikke lades op, men tankes med brint fra en brinttankstation.
Teknologien er et alternativ til konventionelle biler, der drives af fossilt brændstof, da produktionen af brint kun udleder strømmen, som motoren bruger, samt vand og varme. Brintbiler har derfor af nogle været anset som et godt bud på fremtidens bybiler, da de ikke udleder CO2 eller andre forurenende stoffer. Brintbilen skulle ligeledes give stor fleksibilitet sammenlignet med elbilen, da den ligesom en konventionel bil kun skal tankes i tre minutter for at kunne køre op til 600 km igen.
Brintbiler blev forsøgt solgt i blandt andet Danmark i 2010'erne, og der blev etableret en halv snes brinttankstationer. Brintbilerne slog imidlertid ikke an, idet der aldrig kørte mere end omkring 150 stykker i Danmark, og i 2023 lukkede de sidste tankanlæg med brint. En vigtig årsag var, at energieffektiviteten i brintbilerne var langt ringere end i elbiler.

## Brintbiler i Danmark
I 2016 var Danmark det første land i verden med et landsdækkende netværk af brinttankstationer med 10 stationer og en 11. på vej. I 2022 var der 6 stationer.
Derudover har en række danske virksomheder leveret afgørende teknologi til at udbrede brintbiler verden over. Danske H2Logic som blev opkøbt af NEL i 2015 for 260 mio. kr. er blandt verdens største producenter af brinttankstationer og har pt. 25 stationer i syv lande i EU. De har derudover investeret 67 mio. kr. i en ny fabrik, der kan levere op til 300 nye stationer om året.
Udover tankstationer har en række af de største bilproducenter valgt at introducere deres modeller i Danmark som et af de første lande. Det drejer sig om Hyundais ix35, Toyotas Mirai og Hondas Clarity. Frem til 1. januar 2019 var brintbiler var i Danmark fritaget for registreringsafgift. Regeringen valgte sammen med Socialdemokratiet og det Radikale Venstre at give 5 millioner kroner i støtte til udbredelsen af brændselscellebiler i 2017 og yderlig 5 millioner kroner i 2018.
I 2018 var der 86 brintbiler i Danmark.
I 2023 lukkede de tre sidste tilbageværende tankanlæg med brint i Danmark, hvorefter det reelt blev umuligt at anvende en brintbil i Danmark. På det tidspunkt var der 130-150 brintbiler i Danmark, hvoraf kun 20-30 stykker var privatejede. Resten var primært taxaer. Nedlukningen af tankanlæggende skyldtes den ringe efterspørgsel. FDM forklarede brintbilernes fiasko med den modsvarende succes for elbilerne, der var blevet udbredt overraskende hurtigt i blandt andet Danmark.

## Udfordringer
Et problem ved den brintdrevne brændselscelle er, at det ved produktionen af brændselscellen er nødvendigt at anvende det kostbare metal platin. For at spare på platinen har forskere på blandt andet Københavns Universitet skabt en ny variant af katalysatoren, som kræver langt mindre platin for at skabe samme effekt. Resultatet var så godt, at projektet endda vandt en pris i 2013 for "Årets danske forskningsresultat", som uddeles af Videnskab.dk. I september 2017 fremviste Ballard en kommerciel brændselscelle der bruger 80% mindre platin end tidligere set.
En af de andre udfordringer er, at brinttankstationer ikke er udbredt i store dele af verden.
Der har været fremført en del kritik af totaløkonomien ved brintbiler, og hvorvidt de faktisk udgør en forbedring i forhold til konventionelle biler. Kritikken går blandt andet på de tilgængelige processer til at fremstille brinten. Dette kan enten være som dampreformering af naturgas eller elektrolyse af vand. Hvis brintbiler skal være en del af den grønne omstilling, kræver det, at brinten bliver produceret fra vedvarende energi såsom vindmøller, solceller eller bølgekraft.
Samtidig er energieffektiviteten i en brintbil med den eksisterende teknologi meget lav sammenlignet med elbiler. Ifølge den europæiske miljøorganisation Transport & Environment udnytter brintbilerne kun 20 procent af den grønne strøm, der går til at frembringe brinten. Det tilsvarende tal for elbiler er 77 procent. Internationale analyser forventer derfor, at brintbiler næppe får nogen betydning for persontransporten.